# Pedrola
Pedrola è un comune spagnolo di 3 186 abitanti situato nella comunità autonoma dell'Aragona.

## Amministrazione

### Gemellaggi
- Vallermosa, dal 2005